# Сидоренко Дмитро Віталійович
Дмитро Віталійович Сидоренко (нар. 31 липня 1994, Маріуполь, Донецька область, Україна) — український футболіст. Основна позиція — центральний захисник, виступає також на позиціях лівого захисника та опорного півзахисника.

## Біографія
Вихованець маріупольского «Іллічівця» (перші тренери — Валерій Коротков та Юрій Ярошенко). У дитячо-юнацькій футбольній лізі України грав за маріупольську команду, а також ДЮФА ВАТ ЄМЗ (Єнакієве). У сезоні 2012/13 провів за «Іллічівець» чотири матчі в юнацькому чемпіонаті України, допомігши «азовцям» здобути срібні медалі цієї першості.
У 2011—2020 роках виступав за українські професійні футбольні клуби. За цей період зіграв сумарно 94 матчі, в яких забив 6 голів, в Першій лізі чемпіонату України в складі ПФК «Суми», «Гірника-Спорт», «Металіста 1925» і краматорського «Авангарда». В Другій лізі провів усього 53 гри (7 голів) за «Іллічівець-2», «Кремінь», «Інгулець-2» та новокаховську «Енергію». Крім цього, зіграв 7 матчів у Кубку України. В сезоні 2016/17 виходив на поле в 12-ти іграх «Кременя», забивши один гол і допомігши команді за результатами сезону здобути третє місце в Другій лізі та підвищитися в класі. Щоправда, Сидоренко покинув кременчуцький клуб після першої частини «бронзового» сезону.
У січні 2021 року став гравцем самаркандського «Динамо». За підсумками сезону 2021 «динамівці» посіли друге місце в Про-лізі — другому дивізіоні чемпіонату Узбекистану — та здобули право грати в Суперлізі. Сидоренко провів за команду з Самарканду 14 матчів та відзначився двома голами в чемпіонаті, а також зіграв 3 матчі (3 голи) в Кубку Узбекистану. На початку 2022 року перейшов до іншого клубу узбецької Про-ліги, ФК «Бухара» з однойменного міста.

## Досягнення
«Іллічівець» U-19 (Маріуполь):
- Срібний призер юнацького чемпіонату України: 2012/13

«Кремінь» (Кременчук):
- Бронзовий призер Другої ліги чемпіонату України: 2016/17

«Динамо» (Самарканд):
- Срібний призер Про-ліги чемпіонату Узбекистану: 2021

«Бухара»:
- Срібний призер Про-ліги чемпіонату Узбекистану: 2022